# Serava
Serava (makedonsky Серава) je potok v severní části Severní Makedonie, pramenící ve skopské Černé Hoře a ústící jako levý přítok do Vardaru. 
Vodní tok vzniká soutokem několika menších potůčku (Ljubanska reka, Poboška reka, Turčevska reka, Mala reka a Ljubotenska reka) na jihozápadním podhůří Skopské Černé Hory. Protéká vesnicí Radišani a proto je také v některých zdrojích uváděna pod názvem Radišanska/Radiška reka). Odtud teče uměle vybudovaným korytem přes severní okrajové části Skopje: Butel a Šuto Orizari. V minulosti protékala skrz město a představovala přirozenou hranici některých jeho částí (mahal). Na dvě části rozdělovala i starý bazar na dvě části. Později byla přeložena do podzemí. Do Vardaru se vlévala na místě současné budovy Makedonské akademie věd a umění. Po roce 1963 byla přeložena do potrubí a kanalizace, kam je svedena od lokality Butel. 